# مقبرة 1
مقبرة 1 وتعرف عالميا باسم KV1 وهي مقبرة موجودة بوادي الملوك بمصر، استخدمت لدفن الفرعون رمسيس السابع سادس ملوك الأسرة العشرون، وعلى الرغم من اكتشافها منذ العصور القديمة إلا أنه لم يتم دراستها والتحقق منها بشكل علمي إلا على يد عالم المصريات إدوين بروك خلال عامي 1984 و1985، والمقبرة المكونة من ممر واحد تقع في البر الغربي للأقصر وهي صغيرة المساحة نسبيا إذا قورنت بباقي مقابر ملوك الأسرة العشرين.

## المطبوعات
- Hornung, E., et al. Zwei Ramessidische Königsgräber: Ramses IV. und Ramses VII, 1990, Mainz am Rhein, P. von Zabern.
- Reeves, N & Wilkinson, R.H. The Complete Valley of the Kings, 1996, Thames and Hudson, London
- Siliotti, A. Guide to the Valley of the Kings and to the Theban Necropolises and Temples, 1996, A.A. Gaddis, Cairo

## وصلات خارجية
- مشروع تخطيط طيبة: مقبرة 1 - يضم وصفا وصورا وخرائط للمقبرة.